# (15874) 1996 TL66
(15874) 1996 TL66 ist ein großes transneptunisches Objekt, das bahndynamisch als Scattered Disk Object (SDO) eingestuft wird. Aufgrund seiner Größe gehört der Asteroid möglicherweise zu den Zwergplanetenkandidaten. Er ist das erste entdeckte TNO, das als SDO klassifiziert wurde; allerdings wurde der ein Jahr zuvor entdeckte (48639) 1995 TL8 später ebenfalls als SDO klassifiziert.

## Entdeckung
1996 TL66 wurde am 9. Oktober 1996 von einem Astronomenteam, bestehend Chad Trujillo, Dave Jewitt, Jane Luu und Jun Chen, am Mauna-Kea-Observatorium (Hawaii) entdeckt. Die Entdeckung wurde am 30. Januar 1997 bekanntgegeben, der Planetoid erhielt später von der IAU die Kleinplaneten-Nummer 15874.
Der Beobachtungsbogen des Planetoiden beginnt mit der offiziellen Entdeckungsbeobachtung am 9. Oktober 1996. Seither wurde der Planetoid durch die Spitzer-, Hubble- und Herschel-Weltraumteleskope sowie verschiedene erdbasierte Teleskope beobachtet. Im April 2017 lagen insgesamt 285 Beobachtungen über einen Zeitraum von 19 Jahren vor. Die bisher letzte Beobachtung wurde im Januar 2018 am Pan-STARRS-Teleskop (PS1) (Maui) durchgeführt. (Stand 20. März 2019)

## Eigenschaften

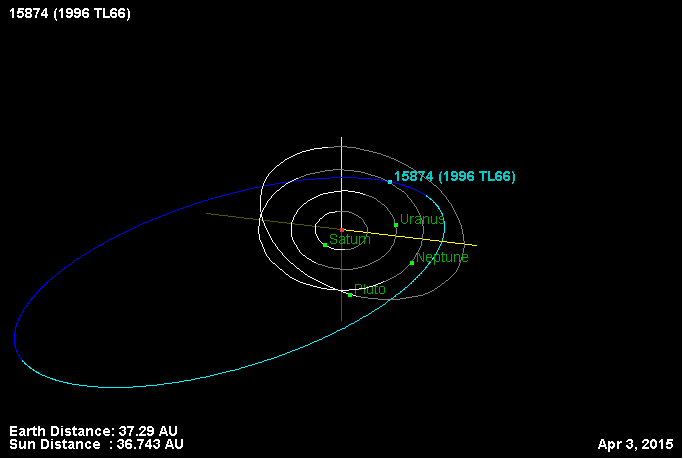
Die Bahn von 1996 TL_{66} (blau, hellblau) im Vergleich zu Pluto sowie den drei äußeren Riesenplaneten.

### Umlaufbahn
1996 TL66 umkreist die Sonne in 749,81 Jahren auf einer stark elliptischen Umlaufbahn zwischen 34,99 AE und 130,08 AE Abstand zu deren Zentrum. Die Bahnexzentrizität beträgt 0,576, die Bahn ist 24,01° gegenüber der Ekliptik geneigt. Derzeit ist der Planetoid 37,79 AE von der Sonne entfernt. Das Perihel durchlief er das letzte Mal 2001, der nächste Periheldurchlauf dürfte also im Jahre 2751 erfolgen.
Sowohl Marc Buie (DES) als auch das Minor Planet Center klassifizieren den Planetoiden als SDO; letzteres führt ihn auch allgemein als «Distant Object».

### Größe und Rotation
Erste Schätzungen ergaben einen Durchmesser von etwa 630 km, womit 1996 TL66 zum Zeitpunkt seiner Entdeckung als eines der größten transneptunischen Objekte galt. Untersuchungen mit dem Spitzer-Weltraumteleskop ergaben einen Wert von 575 km, basierend auf einem relativ niedrigen Rückstrahlvermögen von 3,5 % und einer absoluten Helligkeit von 5,46 m Anhand neuerer Messungen, die mithilfe der Daten des Herschel-Weltraumteleskops kombiniert mit den älteren Daten ermittelt wurden, wird derzeit von einem Durchmesser von 339 km ausgegangen, basierend auf einem höheren Rückstrahlvermögen von 11 % und einer absoluten Helligkeit von 5,39 m. Ausgehend von diesem Durchmesser ergibt sich eine Gesamtoberfläche von etwa 361.000 km². Die scheinbare Helligkeit von 1996 TL66 beträgt 21,31 m, die mittlere Oberflächentemperatur wird anhand der Sonnenentfernung auf 31 K (−242 °C) geschätzt.
Da es denkbar ist, dass sich 1996 TL66 aufgrund seiner Größe im hydrostatischen Gleichgewicht befindet und somit weitgehend rund sein könnte, erfüllt er möglicherweise die Kriterien für eine Einstufung als Zwergplanet, basierend auf dem taxonomischen 5-Klassen-System von Mike Brown. Letzterer schätzt selbst den Durchmesser des Asteroiden auf 344 km auf Basis einer angenommenen Albedo von 11 % und einer absoluten Helligkeit von 5,4 m. Mike Brown geht davon aus, dass es sich bei 1996 TL66 vielleicht um einen Zwergplaneten handelt. Gonzalo Tancredi schätzte 1996 TL66 2010 als nahezu sicheren Zwergplaneten ein, schlug der IAU jedoch nicht direkt vor, ihn offiziell als solchen anzuerkennen.
Anhand von Lichtkurvenbeobachtungen im Dezember 2004 rotiert 1996 TL66 in 12 Stunden einmal um seine Achse. Daraus ergibt sich, dass er in einem 1996-TL66-Jahr 547.735,1 Eigendrehungen („Tage“) vollführt. Dies ist allerdings noch mit einigen Unsicherheiten behaftet, da die damalige Beobachtungszeit nicht ausreichte, und ist möglicherweise auch ganz falsch.
| Jahr                                         | Abmessungen km     | Quelle              |
| -------------------------------------------- | ------------------ | ------------------- |
| 2000                                         | 632,0 +84,0−98,0   | Thomas u. a.        |
| 2005                                         | <958,0             | Grundy u. a.        |
| 2006                                         | <958,0             | Cruikshank u. a.    |
| 2008                                         | 575,0 +116,0−115,0 | Stansberry u. a.    |
| 2008                                         | 638,0              | Tancredi            |
| 2010                                         | 575,0              | Tancredi            |
| 2012                                         | 339,0 ± 20,0       | Santos-Sanz u. a.   |
| 2015                                         | 349,54             | LightCurve DataBase |
| 2018                                         | 344,0              | Brown               |
| Die präziseste Bestimmung ist fett markiert. |                    |                     |